# Юханссон, Ханс
Ханс Элис «Хассе» Юханссон (швед. Hans Elis «Hasse» Johansson, 23 апреля 1962 г.) — бывший профессиональный игрок в хоккей с мячом, тренер национальной сборной Китая.

## Биография
Начал свою карьеру в 1978 году в «Эдсбюн», где отыграл шесть сезонов. В 1984 году перешёл в «Вестерос», с которым четыре раза выиграл чемпионат Швеции (1989, 1990, 1993, 1996). Забил 13 голов в финальных матчах, что является клубным рекордом.
Ему принадлежит клубный рекорд по количеству голов в одном матче — восемь в ворота «Вестанфорс» 30 ноября 1988 г.
20 ноября 1996 г. Юханссон забил самый быстрый на тот момент гол в шведском чемпионате — в ворота «Эдсбюн» спустя 8 секунд после стартового свистка (сейчас является вторым самым быстрым голом в истории шведского хоккея с мячом).
Всего в Швеции он забил 636 голов в 453 матчах.
В 1997 году Юханссон перешёл в красноярский «Енисей», став первым шведским игроком, который подписал профессиональный контракт в России.

## Достижения
- Чемпион мира (4): 1983, 1987, 1993, 1995
- Чемпион Швеции (5): 1988/1989, 1989/1990,1992/1993, 1993/94, 1995/96